# Uden at prale - det er Harry
Uden at prale - det er Harry var et spil udgivet i 2003 af spilfirmaet Titoonic. Spillet var en del af DSBs reklamekampagne Harry og Bahnsen.
I spillet skal den lilla dukke Harry spille spil såsom minigolf og memory for at spare penge sammen til at reparere sin bil.
 Der er for få eller ingen kildehenvisninger i denne artikel, hvilket er et problem. Du kan hjælpe ved at angive troværdige kilder til de påstande, som fremføres i artiklen.

| Spil | Spire Denne artikel om spil eller lege er en spire som bør udbygges. Du er velkommen til at hjælpe Wikipedia ved at udvide den. |